# Postbuss

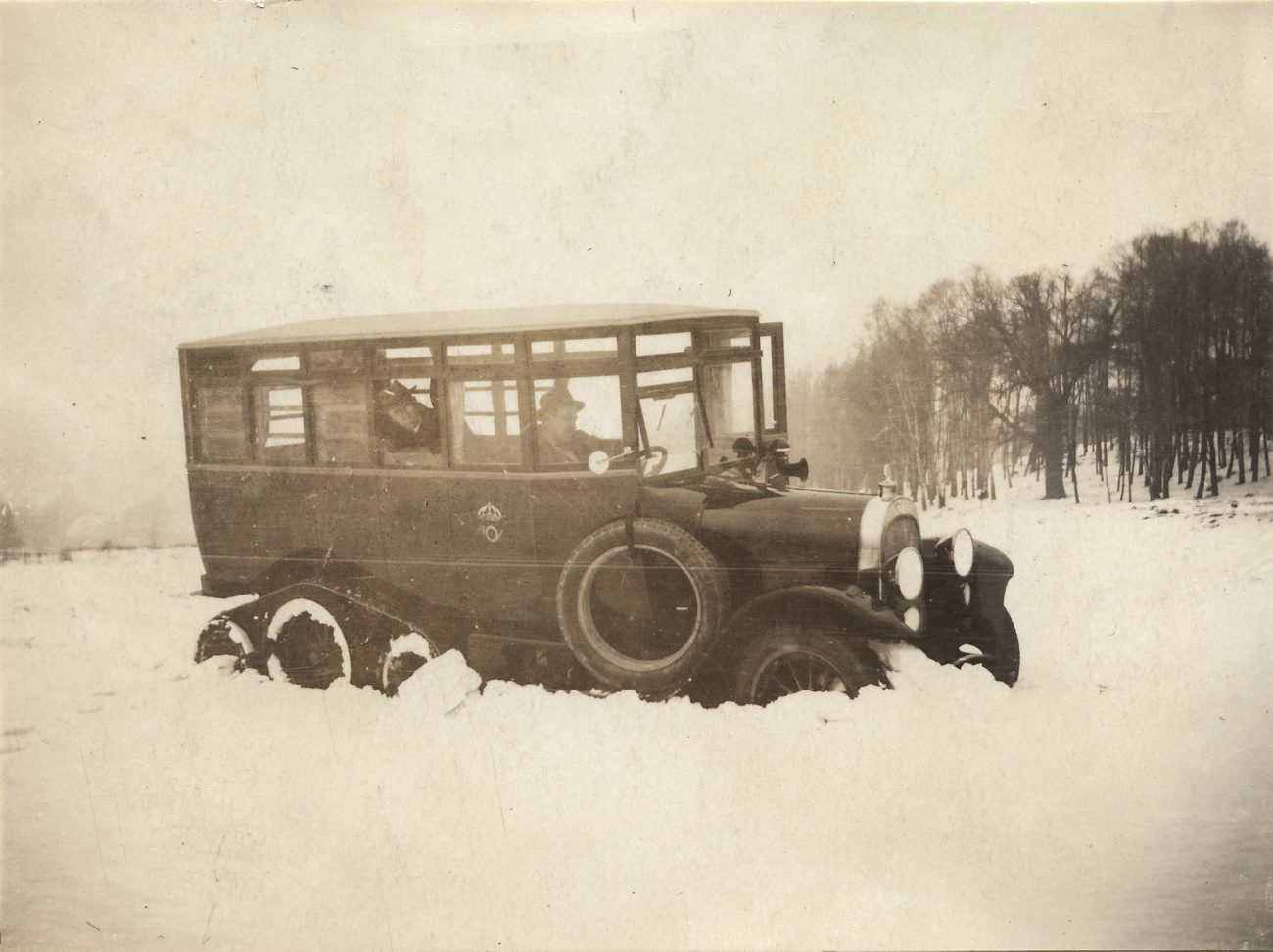
Postbuss, som är halvbandvagn, under utprovning 1926

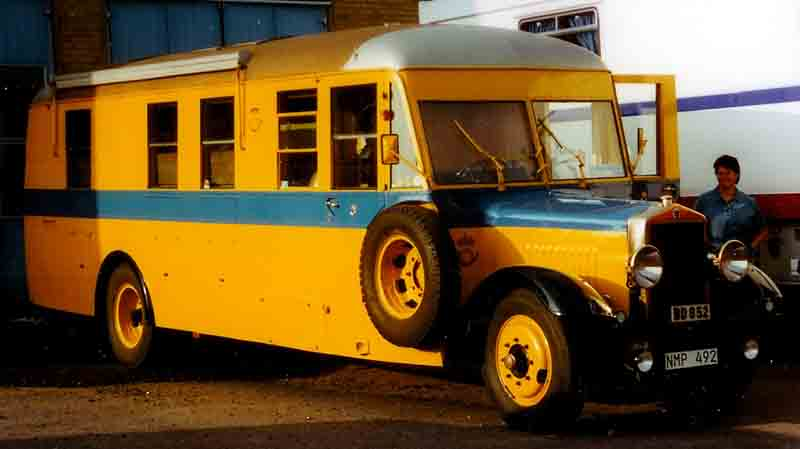
Scania-Vabis postbuss, 1929

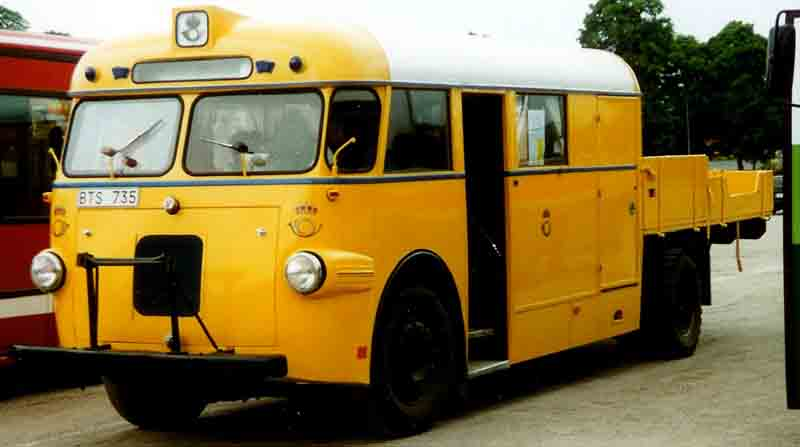
Skvaderbuss av typ Scania-Vabis 2B21 i drift inom Postverkets diligenstrafik 1959–1967. Karossen byggdes som vanlig buss av Molinverken 1949 och byggdes om av Postens Bussverkstad i Lycksele 1958–1959.

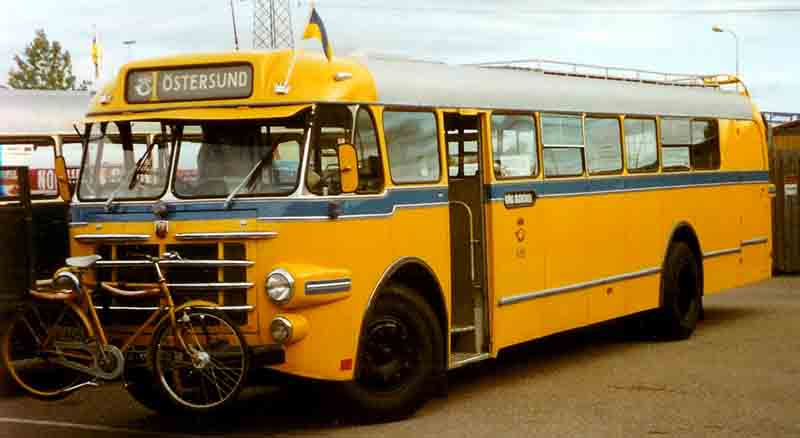
Scania-Vabis B71 postbuss från 1950-talet i Jämtland

En postbuss är buss i regelbunden linjetrafik, som drivs – eller har drivits – av postoperatörer i kombinerad person- och postfrakttrafik. Postbussar har framförallt förekommit i glesbebyggda områden och under statligt organiserade postväsen.

## Sverige
I Sverige fanns 1923–1991 postbussar, som drevs av Postens diligenstrafik under Postverket, med start med linjen Lycksele–Tvärålund, när stambanan genom övre Norrland öppnades. Postbussarna fanns huvudsakligen i Norrland, men också tidvis längre söderut, till exempel i Fryksdalen i Värmland. Diligenstrafikens bussar var målade i postgult med accentuerande detaljer i blått. I huvudsak bedrevs lokal och regional persontrafik i kombination med gods- och posttransporter. I trafiken användes bland annat kombinerade gods- och personförande bussar, vilka specialbyggdes för diligenstrafiken av flera svenska och finländska karossbyggare, av vilka kan nämnas Hägglund & söner, Säffle karosserifabrik och Wiima. Postens diligenstrafik övertogs av Swebus.

## Finland
I Finland drev Poststyrelsen och dess efterträdare 1921–1999 postbusslinjer, som transporterade passagerare och postfrakt. Verksamheten såldes 1999 av Posti Group till Koiviston Auto Oy, som drev den från Rovaniemi.
Postbusstrafiken startade med en linje mellan Rovaniemi och Sodankylä med en Benz Gaggenau-lastbil med träbänkar och tygkapell. Trafiken växte fram till 1939, då det fanns mer än sextio linjer. Den var som störst 1971, då Post- och telegrafverket drev sammanlagt 222 linjer med fler än 420 bussar.

## Storbritannien
Royal Mail startade postbusstrafik 1967 för att ersätta lokala buss- och tåglinjer på landsbygden. År 2006 drev Royal Mail ett par hundra postbusslinjer, varav de flesta fanns i Yorkshire och sydvästra Skottland. Från 2016 kvarstod bara en linje, den mellan Tongue och Lairg i det skotska höglandet, vilken lades ned den 19 augusti 2017.

## Schweiz
I slutet av 1900-talet separerades posten från väg- och järnvägstrafiken inom PTT, varvid postbusstrafiken lades i ett självständigt dotterbolag till postverket. Detta driver nästan nio hundra busslinjer med en flotta på nästan 2 200 bussar.

## Tyskland
I Tyskland förekom postbusstrafik, skött av Deutsche Reichspost och dess efterträdare Deutsche Bundespost fram till 1985. Den benämndes tidigare "Kraftpost", och från 1965 "Postreisedienst".
Den första linjen började trafikeras 1905 mellan Bad Tölz och Lenggries i Kungariket Bayern. Deutsche Reichsposts första linje gick från 1906 mellan Friedberg och Ranstadt i Storhertigdömet Hessen. 
I Västtyskland återupptogs trafik efter andra världskriget. Vid mitten av 1950-talet användes fler än 4 000 bussar.
År 1971 bildade Bundespost ett samriskföretag med Bundesbahn, som från 1981 delades i en grupp regionala bolag under Bundesbahn.
I samband med privatiseringen 1995 lade Deutsche Post ned postbusstrafiken.  
År 2013 bildade Deutsche Post dotterbolaget Postbus, vilket till en början drevs tillsammans med bilistorganisationen ADAC som ADAC Postbus. Postbus såldes av Deutsche Post DHL Group till Flixbus 2016.

## Österrike
I Österrike började postbusstrafik 1907 som ersättning av hästdragna postvagnar. Postbusstrafiken såldes 2003 till det statliga järnvägsbolaget ÖBB och slogs samman med ÖBB:s bussenhet KÖB till Österreichische Postbus AG, som är landets största bussföretag.

## Bildgalleri

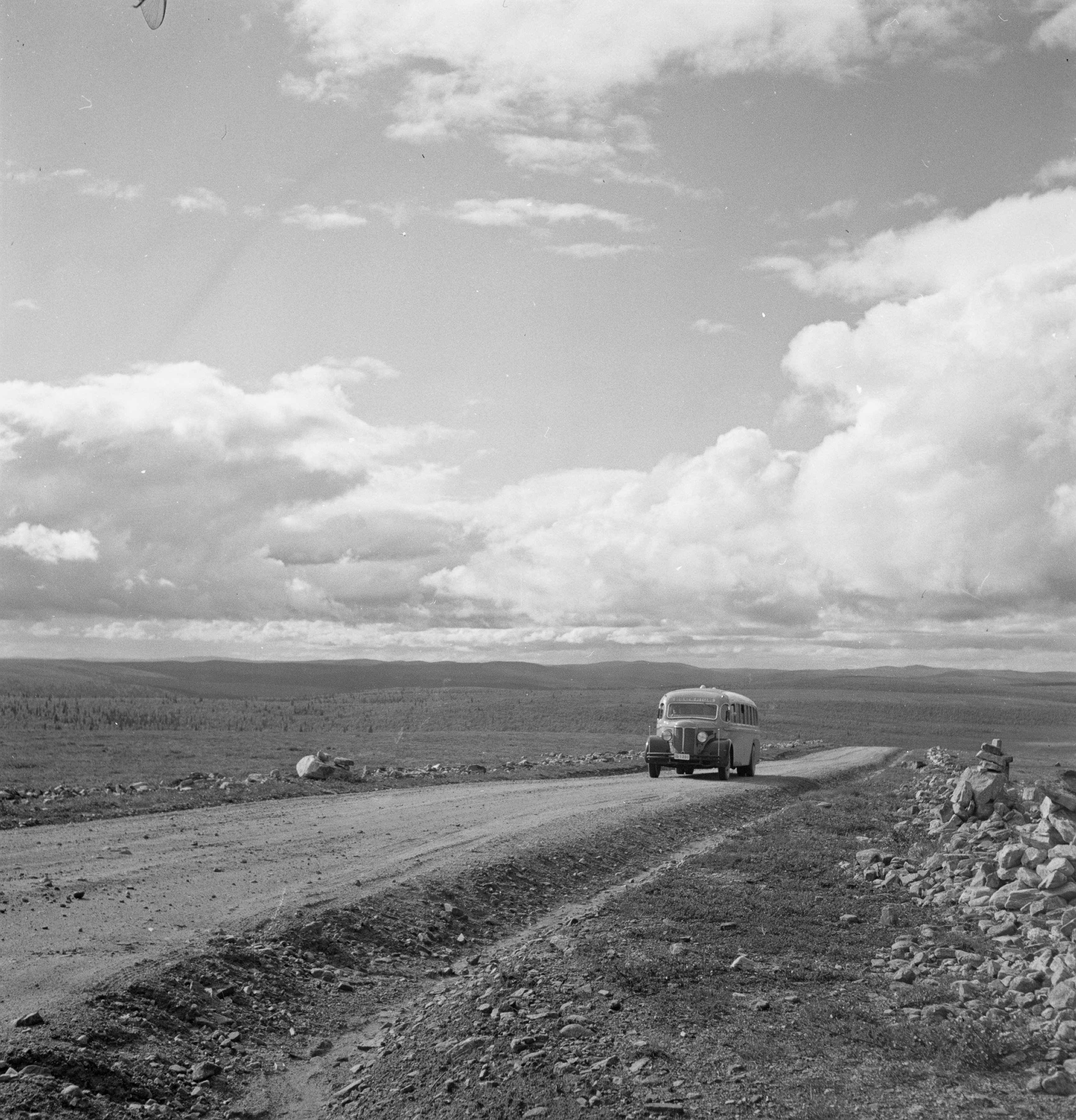
Finländsk postbuss på väg till Kaunispää, Enare kommun, 1939
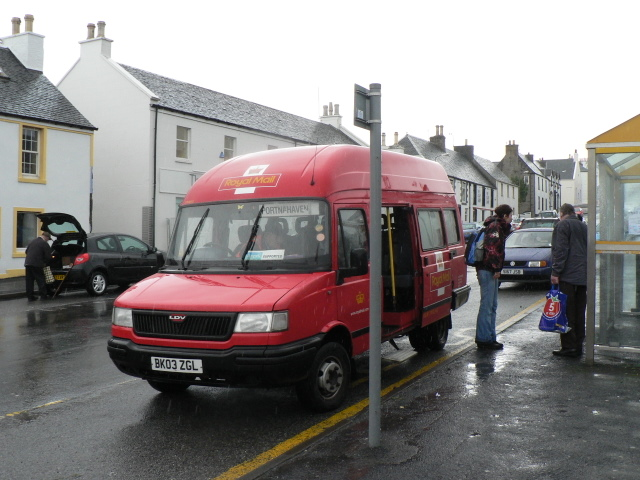
Brittisk Royal Mail-postminibuss av typ LDV Convoy på linjen Port Ellen – Bowmore i Skottland, 2008
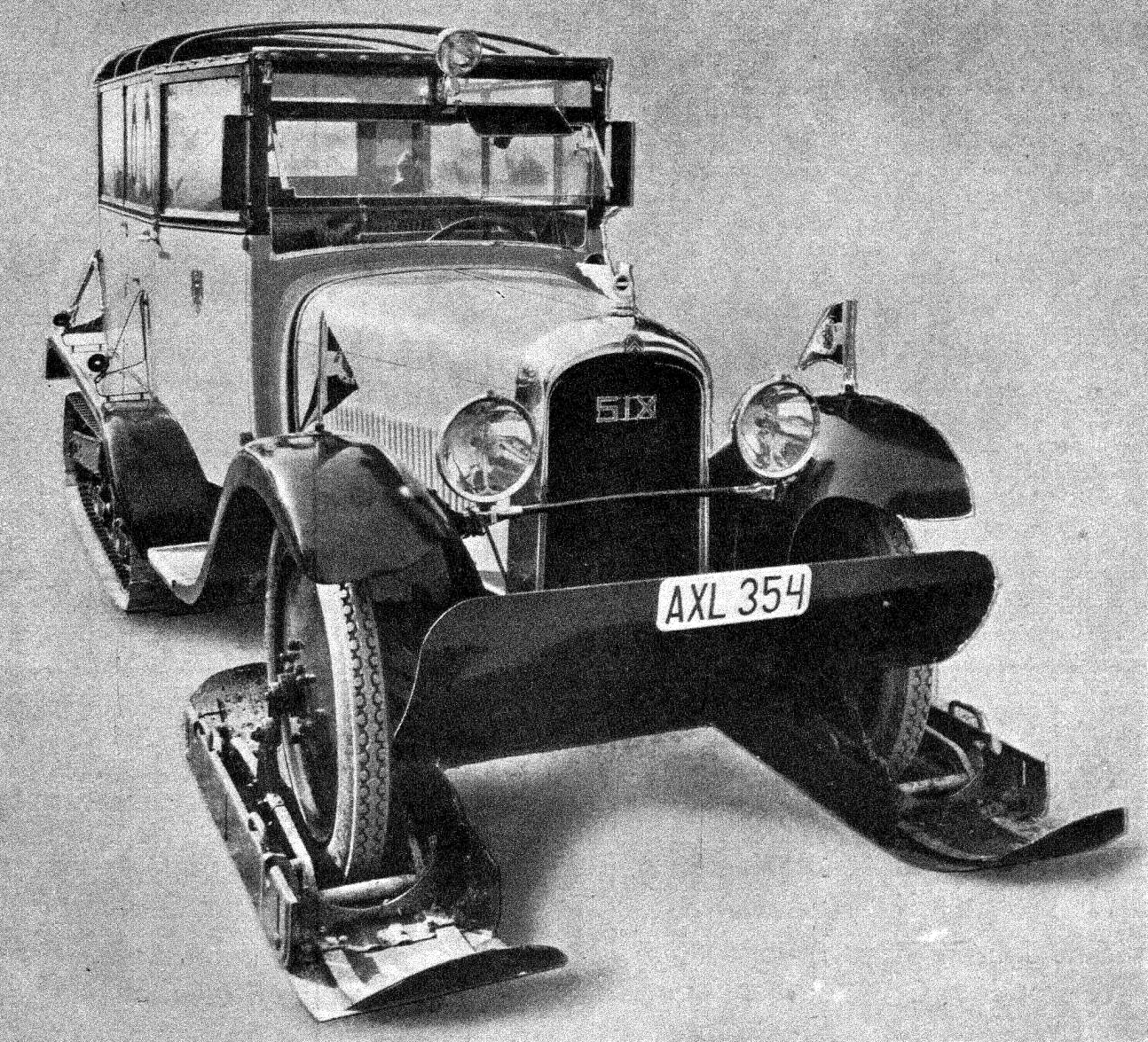
Österrikisk postbuss av halvbandvagnstyp av märket Citroën-Kégresse, 1930
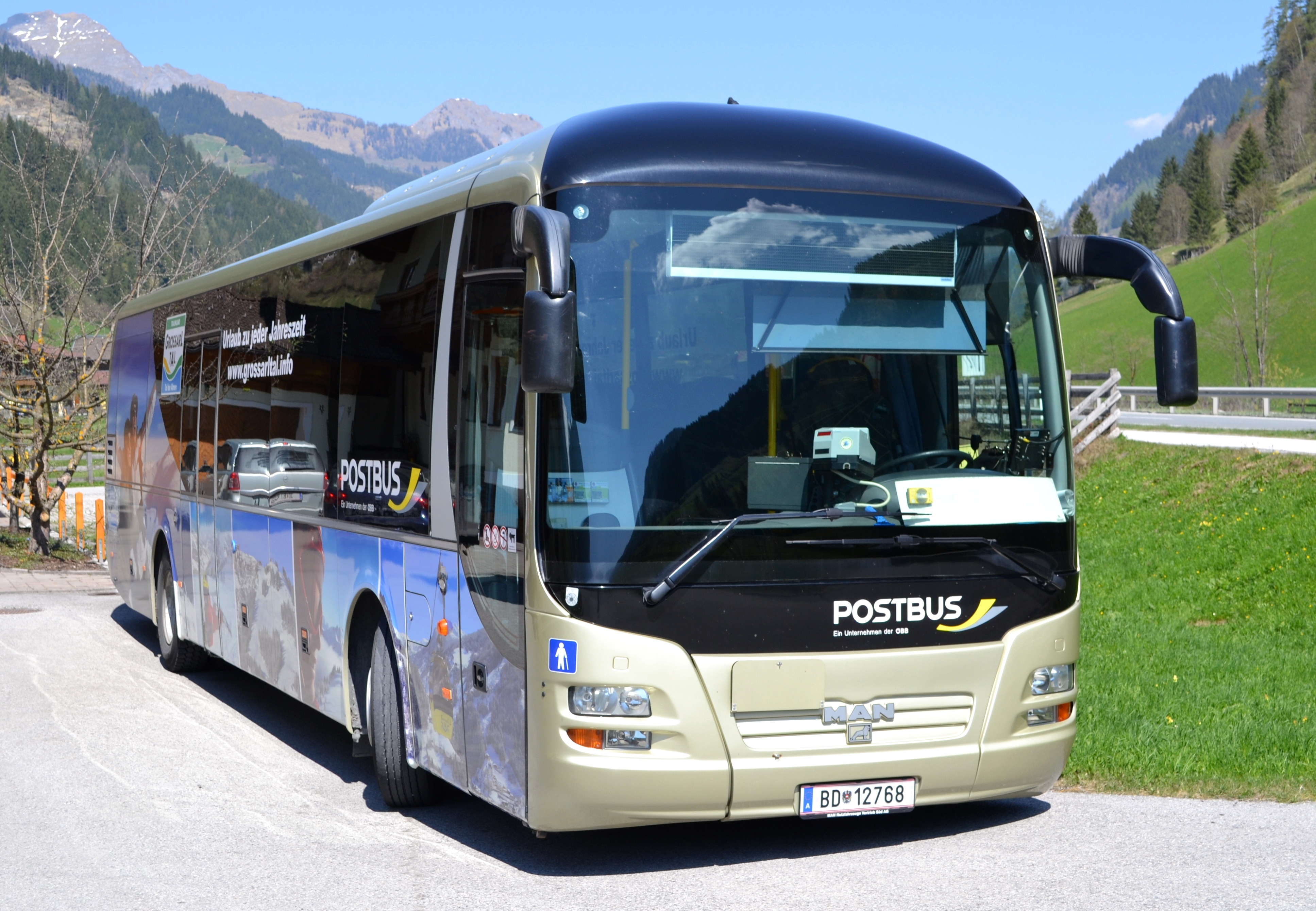
Man Lion's Regia-postbuss för ÖBB Postbus GmbH i Land Salzburg i Österrike
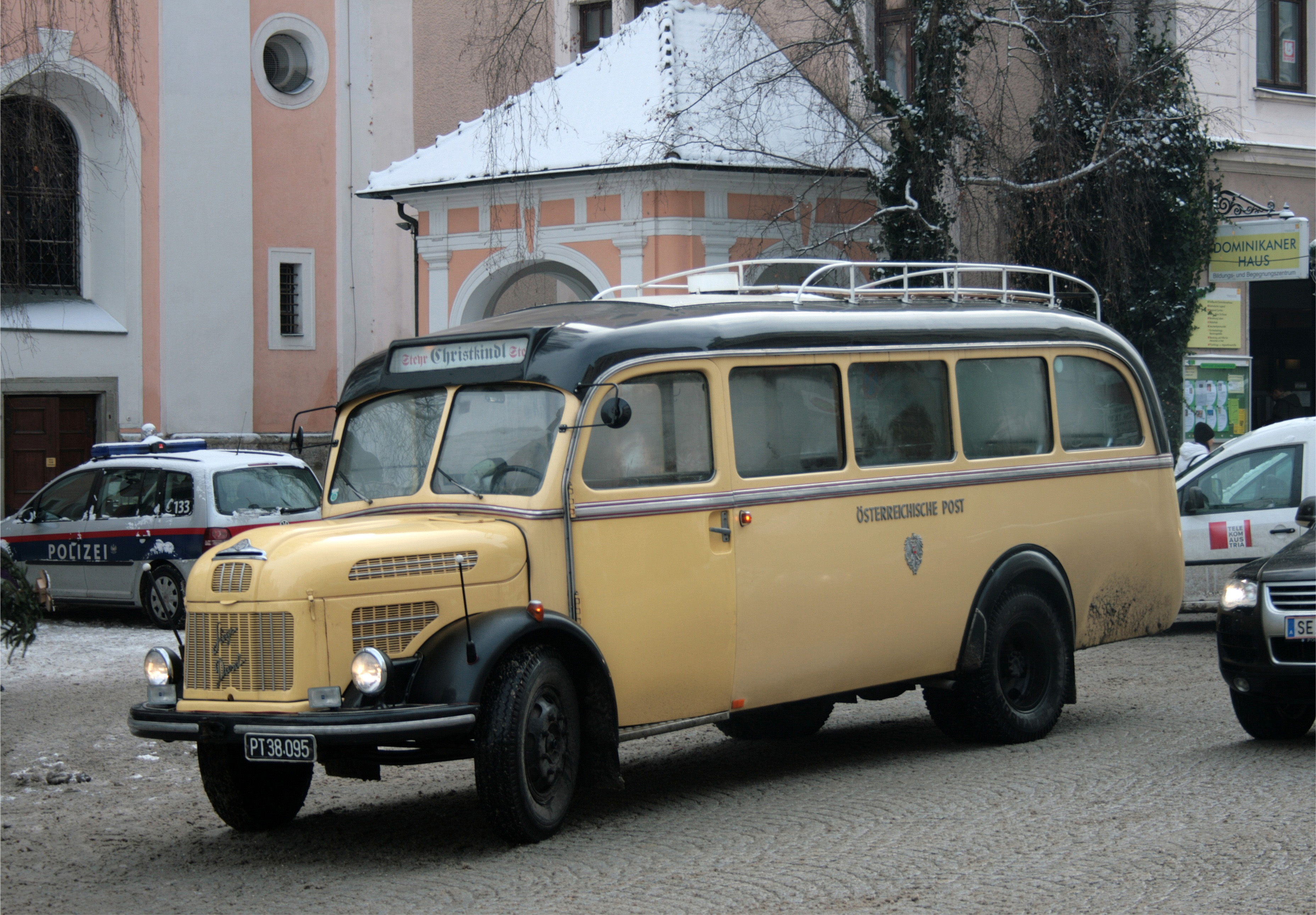
En österrikisk Steyr veteranbuss från 1950-talet framför Marienkirche på Stadtplatz i Steyr
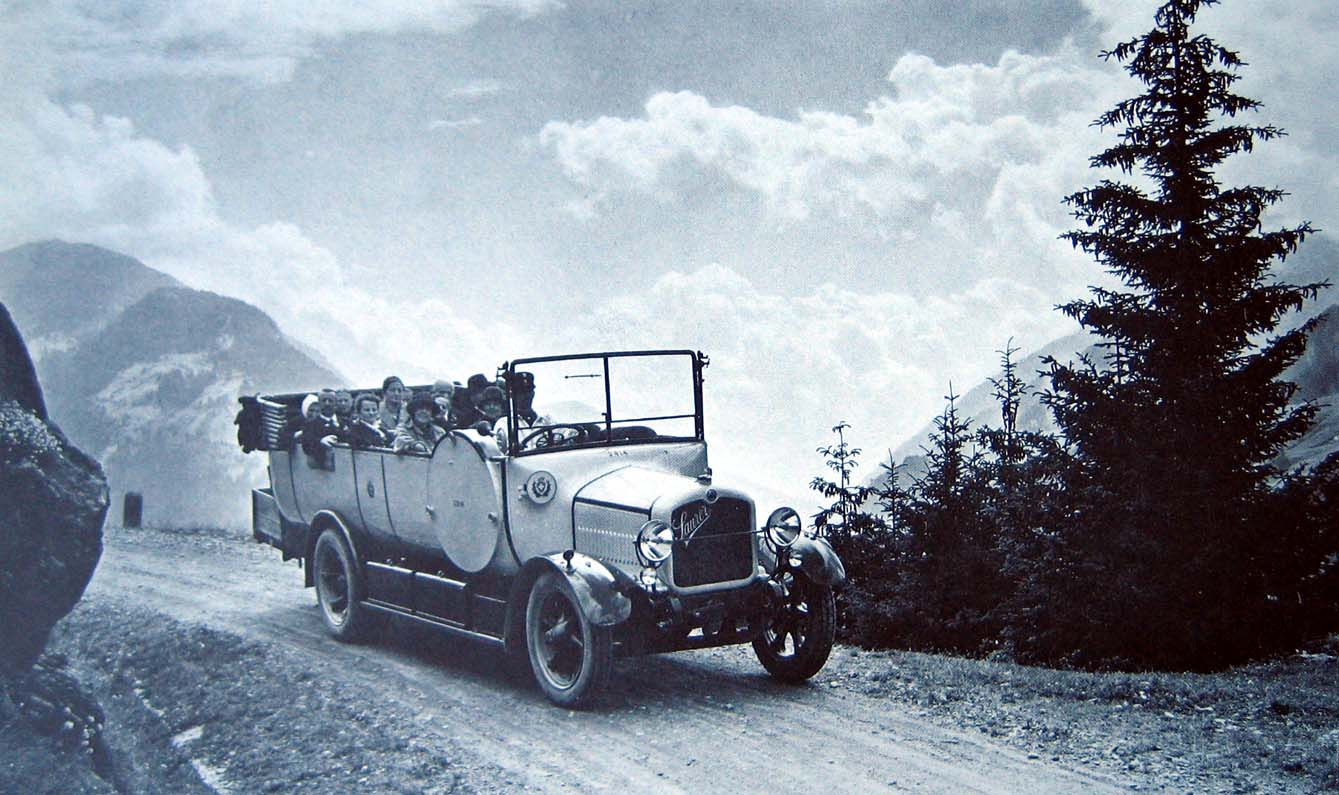
Saurer Car Alpine postbuss från 1922, vid Klausenpass
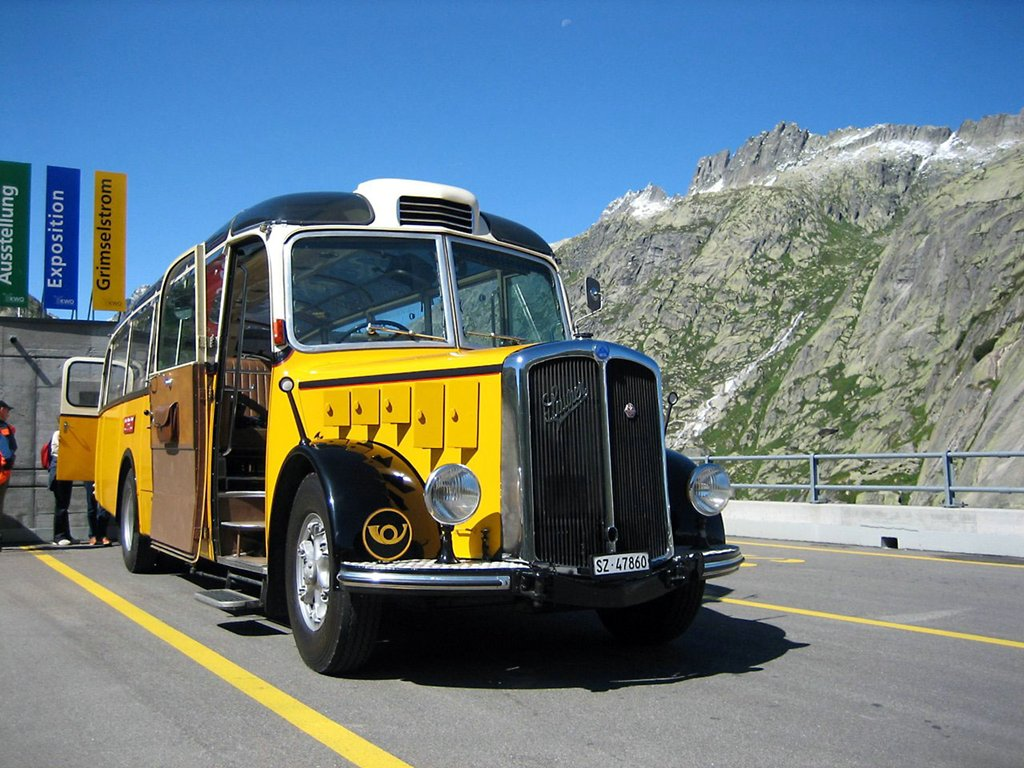
Schweizisk postbuss av typ Saurer L4C Typ IIIa
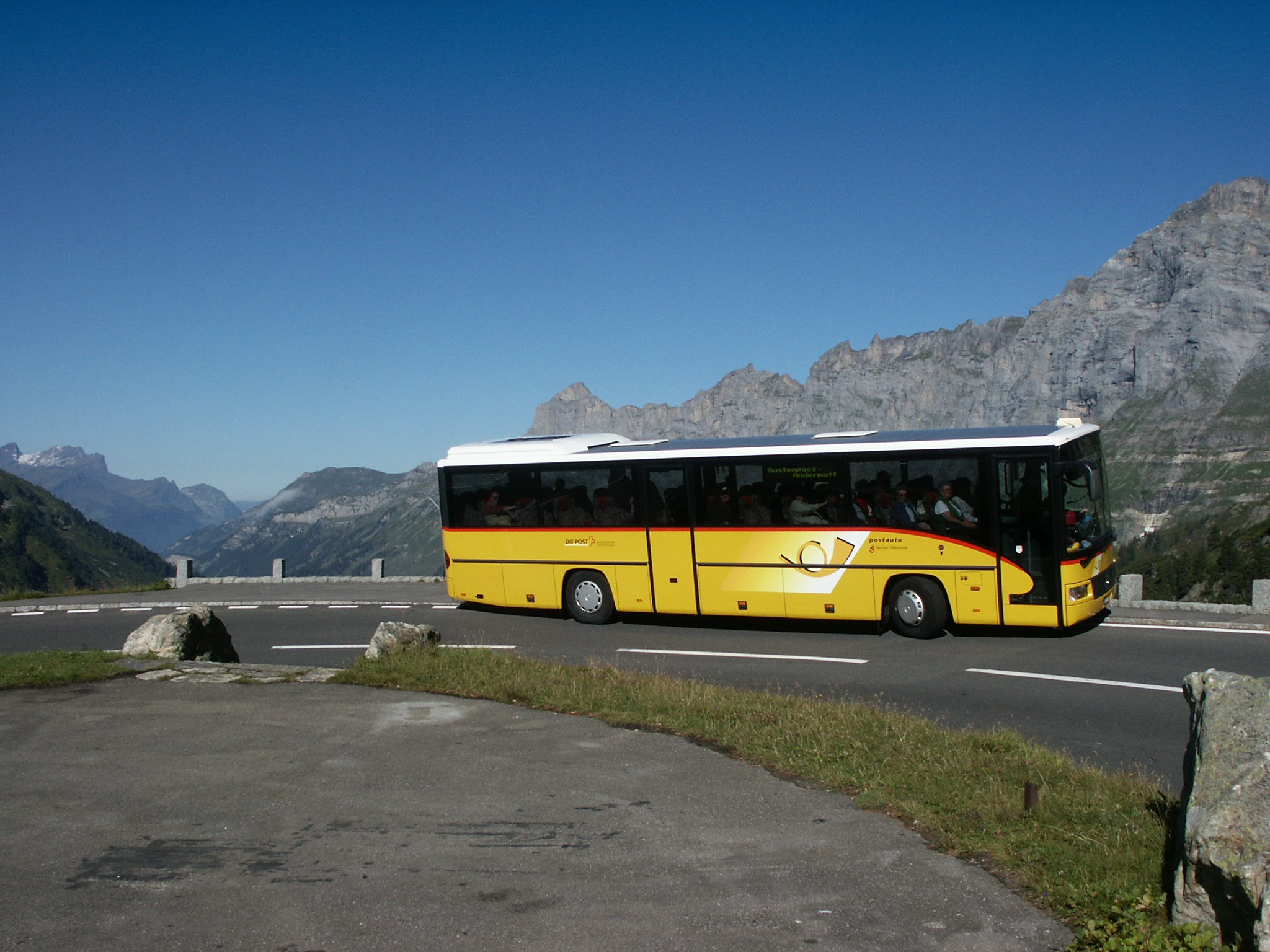
Schweizisk postbuss i Sustenpass